# 史宾之
史宾之（?—?），字子西，一字渔乐，庆元府鄞县人，南宋政治人物。

## 生平
生于庆元府鄞县，即今浙江省宁波市鄞州区。
早年师事丘崈（文定），是儒学中邱刘学派直传弟子（列第一）。历婺源州知州、朝议大夫、敷文阁直学士、荆湖北路转运副使。有政声，曾任郡太守。赠通奉大夫。
老居沧州。有子史榘卿。

## 家族
出生东钱湖史氏。祖父史浩。父史弥坚。

## 遗迹
今浙江宁波东钱湖墓葬群通奉大夫史宾之墓道石刻。墓已毁，存有石文臣、石武将、石马、石虎、石羊各1对。遗存石雕已迁移至当地育王楼宾馆内。墓碑铭文：“通奉大夫荆湖北道转运使史宾之墓，宝华山世忠寺右，子森卿撰圹志”。

## 文献
- 《宋史》中《史宾之传》[需要較佳来源]